# Pretty Sammy
Magical Girl Pretty Sammy (魔法少女プリティサミー Mahō Shōjo Puriti Samī?) es una serie de anime basado en Sasami de la serie Tenchi Muyō!. Los OVAs han sido licenciados por Manga Films en España.
En los OVAs de Magical Girl Pretty Sammy y en Magical Project S, Sasami Kawai (河合 砂沙美 Kawai Sasami) es una joven japonesa que es transformada por Tsunami en la Chica Mágica Pretty Sammy (プリティーサミー), una campeona de la justicia. Ella lucha constantemente con Pixy Misa (ピクシィミサ), una malvada mágica creada por una candidata rival para ser Reina del Mundo Mágico, Ramia. Sasami desconoce que Pixy Misa es su mejor amiga, Misao Amano (天野美紗緒 Amano Misao).
Varios de los vehículos en Pretty Sammy son de una chica mágica, particularmente de Sailor Moon, usando personajes de la serie de AIC Tenchi Muyō! (donde Sasami es conocida como Sasami Masaki Jurai). Ryo-Ōki (que es un hombre en ambas series de Pretty Sammy), es un asistente de Pretty Sammy, similar a Luna en Sailor Moon, incluyendo la faceta de hablar en secreto con él.
Hay dos series de Pretty Sammy, un OVA de tres episodios, seguido de 26 episodios de televisión (Magical Proyect S). Aficionados de Tenchi Muyō! generalmente reclaman que Magical Proyect S es para niños. Hay tres episodios donde Tokio es atacado por un pastel de queso gigante.
En Pretty Sammy, el padre de Sasami no está presente. La madre de Sasami, Chihiro Kawai (河合 ちひろ Kawai Chihiro) está constantemente en los locales de karaoke cantando acerca de un hombre que deja a su esposa por otro hombre. En la serie de televisión (Magical Project S), el padre de Sasami, Ginji Kawai (河合 銀次 Kawai Ginji), es un hombre con varios y útiles talentos, con un empleo incierto. La madre de Sasami en la serie de televisión es Honoka Kawai (河合 ほのか Kawai Honoka). 
En ambas producciones (OVA y serie de televisión), se destaca por la calidad de la música. Muchas de las canciones son parodias de melodías populares de karaoke.
Los personajes principales de Tenchi Muyō! también aparecen en diferentes roles en Pretty Sasami.
En los OVAs, Tenchi es el hermano de Sasami; Ryōko y Ayeka son escolares peleando por la atención de Tenchi; Mihoshi y Kiyone son empleado en Cd Vision (la tienda de música de Chihiro Kawai). 
En la serie de televisión, Tenchi aparece solo en un episodio como director de televisión en el que Sasami llega al programa. Ryōko aparece en los últimos episodios como el guardaespaldas de Tsunami, y Ayeka como la malvada Romio. El rol de Tsunami es el mismo en el OVA y en la serie. Washu es una científica que demuestra un interés por el poder mágico y siempre sigue a Pretty Sammy a todos lados.